# Đông Hòa, Thành phố Hồ Chí Minh
Đông Hòa là một phường thuộc Thành phố Hồ Chí Minh, Việt Nam.

## Địa lý
Phường Đông Hòa có vị trí địa lý:
- Phía đông giáp phường Bình Thắng
- Phía tây giáp Thành phố Hồ Chí Minh và phường Dĩ An
- Phía nam giáp Thành phố Hồ Chí Minh
- Phía bắc giáp phường Tân Đông Hiệp và phường Bình An
- Phía trung giáp thành phố Thuận An và phường An Bình.

Phường Đông Hòa có diện tích 10,46 km², dân số năm 2021 là 97.866 người, mật độ dân số đạt 9.438 người/km².

## Lịch sử
Trước đây, Đông Hòa là một xã thuộc huyện Dĩ An, tỉnh Bình Dương.
Ngày 13 tháng 1 năm 2011, Chính phủ ban hành Nghị quyết 04/NQ-CP về việc thành lập hai thị xã Dĩ An và Thuận An thuộc tỉnh Bình Dương. Theo đó, thành lập phường Đông Hòa thuộc thị xã Dĩ An trên cơ sở toàn bộ diện tích và dân số của xã Đông Hòa.
Sau khi thành lập, phường Đông Hòa có diện tích 1.025 ha, dân số là 46.582 người.

## Hành chính
Phường Đông Hoà được chia thành 7 khu phố: Đông A, Đông B, Tây A, Tây B, Tân Hòa, Tân Lập, Tân Quý.